# Renata Tebaldi
Renata Ersilia Clotilde Tebaldi, más conocida como Renata Tebaldi, (Pésaro, 1 de febrero de 1922-San Marino, 19 de diciembre de 2004) fue una célebre soprano lírico spinto italiana. Fue una de las principales cantantes de ópera frecuentes en los teatros de La Scala y en el Metropolitan Opera House de Nueva York. Considerada como una de las sopranos más famosas y grandes del siglo XX, fue apodada como "la voce d'angelo" (en italiano, La voz de ángel) por Arturo Toscanini.

## Inicios
Su nombre completo era Renata Ersilia Clotilde Tebaldi, nació en Pésaro, fue hija de un violoncelista sin mucho éxito, de nombre Teobaldo Tebaldi y de Giuseppina Barbieri, que a pesar de estar dotada de no poco talento como cantante, vio frustrada su carrera y terminó siendo enfermera. El padre pronto abandonó su familia y madre e hija se trasladaron a vivir a Langhirano, localidad próxima a Parma, lugar de origen de Giuseppina. 
A la edad de tres años se vio afectada por la poliomielitis de la que si bien se recuperó considerablemente, le quedó cierta dificultad para andar, lo que le impidió tomar parte en actividades físicas propias de su edad y, por ello, se interesó en la música. Formó parte del coro de la iglesia de Langhirano y a los trece años su madre le hizo recibir clases de piano con la Signorina Pasani, en Parma. Renata trabajó con gran esfuerzo, practicando cuatro o cinco horas diarias, soñando con una carrera como concertista, a la vez que cantaba cuanto llegaba a sus oídos, particularmente a través de la radio. Por ello, su profesora de piano tomó la iniciativa de ponerla en manos del profesor de canto Italo Brancucci, del conservatorio de Parma, donde pronto empezó a recibir lecciones con Ettore Campogalliani, quien la mantuvo practicando escalas y entrenando su voz antes de permitirle aprender sus primeras canciones hacia el final del segundo año de su formación como cantante.

## Perfeccionamiento con Carmen Melis
Renata fue a pasar las vacaciones de Navidad a Pésaro, con su tío Valentino, hermano de su padre, que era dueño de un pequeño café donde la que había sido famosa diva, Carmen Melis, solía acudir a comprar pasteles. Melis había sido una famosa cantante, prima donna en La Scala, especializada en papeles del verismo, que había sido amiga de Puccini y que había cantado con el propio Caruso y con Titta Ruffo. Tras su período como cantante, daba lecciones de canto en el conservatorio Gioacchino Rossini de Pésaro. Valentino habló de su sobrina con Melis quien finalmente aceptó escucharla al día siguiente.
Durante el resto de sus vacaciones trabajó con Melis y conoció y cantó por primera vez junto a Mario del Mónaco y cuando regresó a Parma, su mejora había sido tal que nadie podía creer que se tratara de la misma voz. Fue en ese momento en el que Tebaldi tomó la decisión de trasladarse indefinidamente a Pésaro, donde vivió con la familia de su padre y siguió recibiendo clases de Melis, tanto en el conservatorio como privadas. 
Tebaldi hizo su primera aparición en público en el teatro de Urbino, cantando el "Ebben Ne andrò lontana" de la ópera La Wally de Alfredo Catalani. A los veintidós años hizo su debut en el teatro de Rovigo, en el papel de Elena, de la ópera Mefistofele de Arrigo Boito. Cantó varias veces más en Parma en La Bohème de Puccini, L'amico Fritz de Mascagni y Andrea Chénier de Umberto Giordano y en 1944 empezó a trabajar en Milán, por mediación de la Melis, con el director y profesor de canto Giuseppe Pais. Tuvo una audición con Guido Gatti, entonces director de La Scala, de la que no obtuvo resultado alguno, en vista de la ausencia de representaciones durante esos años de guerra. Más tarde protagonizó en Trieste, Desdémona en Otello, junto a Francesco Merli, causando una verdadera conmoción.

## Al estrellato con Arturo Toscanini
El auténtico cambio en su carrera le llegó en 1946, cuando entre dudas y miedos, tuvo una audición en Milán, con Arturo Toscanini, recién llegado de Estados Unidos, en busca de nuevas voces jóvenes. En el transcurso de la audición, le dijo que, para el concierto de reapertura de La Scala, tras la Segunda Guerra Mundial, estaba buscando una voce d'angelo, a lo que Tebaldi contestó: Cercherò di fare del mio meglio, Maestro. De esta anécdota se derivó la creencia de que Toscanini la llamó la de la «voz de ángel», lo que Tebaldi negó en cuantas oportunidades tuvo. En ese concierto, cantó La Oración ("Dal tuo stellato soglio") de la ópera Moisés en Egipto de Rossini y la parte de soprano del Te Deum de Verdi. 
Posteriormente, en el mismo año, cantó los papeles de Margherita y Elena en Mefistofele y el de Elsa en Lohengrin de Wagner. El siguiente año cantó La Bohème y Eva en Los Maestros Cantores, de Wagner. Toscanini la animó para que cantara el papel de Aida y la invitó para que lo ensayara en su estudio. Tebaldi estaba convencida de que ese papel estaba reservado para una soprano dramática, pero fue persuadida por Toscanini y finalmente la cantó en La Scala, en 1950, junto a Mario del Monaco y Fedora Barbieri, bajo la dirección de Antonino Votto. Su actuación fue el mayor éxito de sus primeros años, lanzándola en su carrera.
Entre otros teatros de Italia, cantó en la Ópera de Roma entre 1947 y 1962 y en la Comunale de Florencia, fue la estrella de la Scala de Milán, entre 1946 y 1955 con una rentrée en la temporada 1959-60 y dos últimos recitales en 1974 y 1976. Fue la favorita del San Carlo de Nápoles entre 1948 y 1962, donde volvió a actuar en 1967 con La Gioconda, de Amilcare Ponchielli.

## Carrera internacional
Comenzó con una gira, junto a la compañía de La Scala, actuando en el Festival de Edimburgo y tras ello en Londres, donde debutó en el Covent Garden, cantando el papel de Desdémona en dos representaciones de Otello y una del Réquiem de Verdi, bajo la dirección de Victor de Sabata.
Tras ello, cantó asiduamente en el Metropolitan de Nueva York y también en la Ópera de San Francisco, en la de Chicago y en otros muchos teatros de Estados Unidos. También en Alemania, Londres, París, Viena, Barcelona, Japón y Sudamérica.
En 1953 debutó en el Teatro Colón de Buenos Aires con Aida de Verdi junto a Carlo Bergonzi y Ebe Stignani dirigida por Alberto Erede para despedirse luego con Tosca de Puccini junto a Giuseppe Taddei y Carlo Bergonzi.

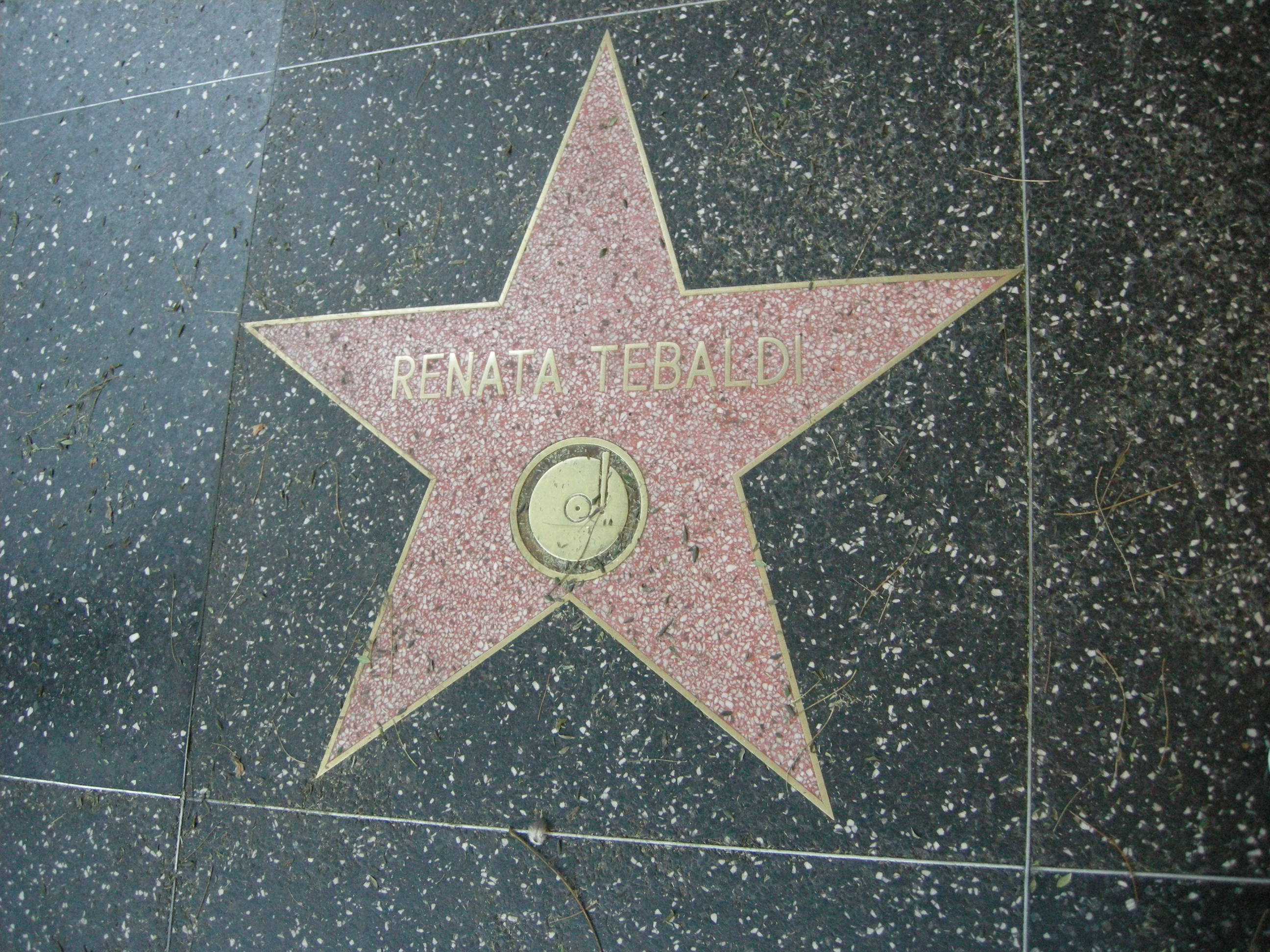

Si bien se prodigó en papeles melodramáticos de la ópera verista, su repertorio fue muy amplio, incluyendo óperas de Wagner (si bien cantadas en italiano), en los papeles de Eva en Los Maestros Cantores, de Elsa en Lohengrin, y de Isabel en Tannhäuser. El famoso director austriaco Karl Böhm le suplicó que aprendiera alemán para así poder tomar parte en su repertorio. Tebaldi también cantó La Pasión según San Mateo de Bach e incluso grabó el papel de Cleopatra de la ópera Julio César de Händel.
Sus compañeros de escena fueron los más grandes cantantes de la época, entre otros: Carlo Bergonzi, Jussi Bjoerling, Franco Corelli, Mario del Monaco, del que fue pareja en varias grabaciones y representaciones y con quien grabó las óperas más conocidas de Verdi y Puccini, entre otros, Plácido Domingo, Giuseppe Di Stefano, Nicolai Gedda, Beniamino Gigli, Alfredo Kraus, Richard Tucker, Jon Vickers, Ramón Vinay, Lauri Volpi y tantos otros.
Actuó bajo la dirección de los más notables directores, tales como: Vladimir Ashkenazy, Leonard Bernstein, Karl Böhm, Richard Bonynge, Carlo Maria Giulini, Herbert von Karajan, Rudolf Kempe, James Levine, Zubin Mehta, Dmitri Mitropoulos, Francesco Molinari-Pradelli, Mario Rossi, Victor de Sabata, Sir Malcolm Sargent, Tullio Serafin, Sir Georg Solti y Arturo Toscanini.

## Trayectoria en el Metropolitan
Tebaldi hizo su debut en América, en 1950, cantando Aida en la ópera de San Francisco, su debut en el Metropolitan fue el 31 de enero de 1955 en la Desdémona de Otello, junto a Mario del Monaco. Durante los siguientes veinte años, el Metropolitan fue su mayor centro de actividad. En la temporada de 1962/63, Tebaldi convenció a su director, Rudolf Bing, para reponer en escena Adriana Lecouvreur de Cilea, donde ella interpretó la Adriana. Por lo confuso de su texto, sus cortes y sus múltiples dificultades, esta ópera no se había representado desde el principio del siglo. Bing estaba convencido de que la reposición constituiría un gran éxito tanto para Tebaldi, como para Franco Corelli, que cantaría el papel de Mauricio. Desgraciadamente, la voz de Tebaldi no estaba en su mejor momento, por lo que alarmada, se tomó un descanso de trece meses, tras los cuales regresó para cantar la Mimí, en La Bohéme, lo que le reportó un gran éxito. 
Tebaldi canto más en el Metropolitan que en ningún otro lugar, por la estrecha relación que estableció con su público, que la apodó Miss Sold Out (Señorita Entradas Agotadas). En total cantó allí alrededor de 270 veces, óperas como La Bohème, Madama Butterfly, Tosca, Manon Lescaut, La Fanciulla del West, Otello, La Forza del Destino, Simón Boccanegra, Falstaff, Andrea Chénier, La Gioconda y el papel de Violetta, en una producción de La Traviata creada especialmente para ella.

## Vida privada y últimos años
Tebaldi permaneció soltera, si bien se le atribuyen algunas relaciones sentimentales, entre otras con el bajo Nicola Rossi-Lemeni, que finalmente se casó con la hija del director Tullio Serafin. Posteriormente se la relacionó con el director Arturo Basile, que estaba casado, por lo que Tebaldi no continuó con la relación, posiblemente en razón de sus firmes creencias católicas. 
Al final de su carrera, Tebaldi había cantado en unas 1262 ocasiones, de las cuales 1084 fueron en óperas completas y 214 en recitales. 
Tebaldi se retiró de los escenarios de ópera el 8 de enero de 1973, cantando en el Metropolitan de Nueva York el papel de Desdémona, es decir el mismo de su debut, dieciocho años antes.
En los tres años siguientes se limitó a cantar en recitales, muy frecuentemente en compañía de Franco Corelli.  Cantó por última vez en La Scala en 1976 a la edad de 54 años.
Pasó la mayor parte de sus últimos días en Milán y murió el 19 de diciembre de 2004, a la edad de 82 años en su casa de San Marino, víctima de un cáncer. Su cuerpo descansa en la capilla familiar del cementerio de Mattaleto, en Langhirano, provincia de Parma.

## Museo
Hay un museo dedicado a la memoria de Tebaldi en el Castillo de Torrechiara, cerca de Parma, en donde se exhiben numerosos objetos que pertenecieron a la cantante, entre otros, cincuenta trajes que usó en escena, incluidos los que crearon para ella Giorgio de Chirico y Christian Dior.

## Honores
- Cavaliere di gran croce dell'Ordine al merito della Repubblica italiana - 1992[2]
- Grande ufficiale dell'Ordine al merito della Repubblica italiana - 1968[3]
- La Grande Plaque de Vermeil de la Ville de Paris - 1986
- Commandeurs des Arts et Lettres - 1987

## Repertorio
- Johann Sebastian Bach
  - La Pasión según San Mateo
- Arrigo Boito
  - Mefistofele (Elena, Margherita)
- Francesco Casavola
  - Salambò (Salambò)
- Alfredo Catalani
  - La Wally (Wally)
- Francesco Cilea
  - Adriana Lecouvreur (Adriana)
- Piotr Ilich Chaikovski
  - Eugene Onegin (Tatiana)
- Umberto Giordano
  - Andrea Chénier (Maddalena)
  - Fedora (Fedora)
- Charles Gounod
  - Faust (Margarita)
- Georg Friedrich Händel
  - Julio César (Cleopatra)
- Pietro Mascagni
  - Cavalleria rusticana (Santuzza)
  - L'amico Fritz (Suzel)
- Wolfgang Amadeus Mozart
  - Don Giovanni (Doña Elvira)
  - Las bodas de Fígaro (La Condesa)
  - Réquiem
- Giacomo Puccini
  - Turandot (Turandot, Liù)
  - Manon Lescaut (Manon)
  - La Bohème (Mimì)
  - Madama Butterfly (Cio-Cio-San)
  - La fanciulla del West  (Minnie)
  - Tosca (Tosca)
  - Il tabarro (Giorgetta)
  - Suor Angelica (Angelica)
  - Gianni Schicchi (Lauretta)
- Gioachino Rossini
  - L'assedio di Corinto (Pamira), versión italiana de Le Siège de Corinthe
  - Stabat Mater
- Amilcare Ponchielli
  - La Gioconda (Gioconda)
- Giovanni Battista Pergolesi
  - Stabat Mater
- Licinio Refice
  - Cecilia (Cecilia)
- Gaspare Spontini
  - Olimpia (Olimpia)
  - Fernando Cortez (Amazily)
- Giuseppe Verdi
  - Otello (Desdémona)
  - Aida (Aida)
  - Il Trovatore (Leonora)
  - La forza del destino (Leonora)
  - Falstaff (Alice Ford)
  - La Traviata (Violetta)
  - Un ballo in maschera (Amelia)
  - Juana de Arco (Giovanna)
  - Simón Boccanegra(Amelia-Maria)
  - Misa de réquiem
  - Don Carlos (Elisabetta)
  - Te Deum
- Richard Wagner
  - Lohengrin (Elsa)
  - Tannhäuser (Elisabetta)
  - Los Maestros Cantores de Nuremberg (Eva)